# Lote 8
El Lote 8 es un conjunto de áreas separadas de extracción de petróleo crudo ubicado en los distritos de Trompeteros, Urarinas y Parinari en la provincia de Loreto-Nauta del departamento de Loreto, en Perú.
Fue operado desde 1971 hasta 2023 por las empresas Petroperú y Pluspetrol Norte (PPN) a través de un total de 189 pozos petrolíferos perforados. Desde 1971 hasta 1996 el Lote 8 fue operado por Petroperú, al que correspondió la perforación de 135 pozos. Los restantes 54 pozos fueron perforados por Pluspetrol, que estuvo a cargo de las operaciones desde 1996 hasta 2023.

## Infraestructura
El área de Lote 8 está conformado por un sistema de oleoductosque extraen el crudo de los campos de extracción de los distritos de Urarinas, Trompeteros y Parinari para ser bombeado a la estación Nº 1 ubicado en San José de Saramuro, y posteriormente ser rebombeado al Terminal Bayóvar en el departamento de Piura a través del Oleoducto Norperuano.

## Ubicación
Los yacimientos del conjunto del Lote 8 se ubican los siguientes distritos:
- Distrito de Urarinas (Yacimiento Chambira Este)
- Distrito de Trompeteros (Yacimiento Corrientes, Pavayacu Capirona, Valencia Nva Esperanza)
- Distrito de Parinari (Yacimiento Yanayacu)

Los lotes se encuentra en la cuenca de los ríos Corrientes, Marañón y cerca de la frontera con Ecuadoren la Provincia de Loreto-Nauta, Departamento de Loreto.

### Comunidades nativas presentes
El Lote 8 incluye el territorio de 29 comunidades nativas y alrededor de 3900 habitantes. Estas comunidades nativas se identifican mayoritariamente con los pueblos indígenas achuar, cocamas y urarinas. Entre las comunidades dentro del área de influencia, se encuentra la comunidad nativa San José de Saramuro del distrito de Urarinas.
Las comunidades nativas se encuentran organizadas a través de federaciones como la Federación de Comunidades Nativas del Corriente (FECONACO) y la Federación Indígenas Urarinas del Río Corrientes (FIURCO) en el distrito de Trompeteros; así como la Asociación Indígena de Desarrollo de la Cuenca del Río Chambira y Afluentes (AIDECURCHA), Federación de Indígenas Urarinas del Río Chambira (FEIURCHA) y la Federación de Comunidades Nativas del Marañón y Chambira (FECONAMACH) en el distrito de Urarinas.

## Historia
En el Lote 8 se iniciaron actividades petrolíferas en 1970. Tres empresas han logrado contratos con el estado peruano para realizar actividades de extracción de petróleo crudo: Petroperú —de 1971 a 1996—, Pluspetrol Norte (PPN) —de 1996 a 2022— y PetroTal, a partir de junio de 2023. En total se han perforado 189 pozos petrolíferos.

### Petroperú (1971-1996)
Desde 1971 hasta 1996 el Lote 8 fue operado por Petroperú, empresa peruana que realizó la perforación de 135 pozos petrolíferos.
Al igual que en otras zonas de extracción de petróleo en la Amazonía peruana, al inicio de la operación en la década de 1970, ante la ausencia de legislación ambiental, se talaron bosques para dar paso a trochas carrozables, los pozos petrolíferos y el oleoducto que conectó con la Estación 1 del Oleoducto Norperuano. En ese entonces se ignoraban los derrames de petróleo, mientras que el agua producida (el agua caliente, salada y cargada de metales que se extrae de los pozos junto al petróleo) se vertía en los ríos o en el suelo.

### Pluspetrol Norte (1996-2023)
La corporación internacional Pluspetrol con sede en Ámsterdam, a través de su filial local Pluspetrol Norte, suscribió un contrato de explotación del Lote 8 en el año 1996 con una vigencia hasta 2024. Durante la operación de Pluspetrol, se perforaron 54 pozos. De acuerdo a Eleodoro Mayorga Alba, ex ministro de Energía y Minas del Perú, a fines de la década de 1990, su bloque 8 producía entre 25 000 y 30 000 barriles de petróleo diarios; en 2015 —por la falta de inversión y la intrusión de agua— sólo produce 8500 barriles diarios.
Pluspetrol anunció que dejó de operar el lote el 19 de abril de 2020 y que inició la liquidación del Lote 8 en diciembre de 2020.

#### Impactos ambientales de Pluspetrol
Solo en 2008 se vertieron al medio ambiente en promedio 363 000 barriles de agua producida por día en el Lote 8. De acuerdo al Organismo de Evaluación y Fiscalización Ambiental (OEFA), desde el año 2000, en el Lote 8 de Trompeteros se han registrado 180 derrames de petróleo. Asimismo, el OEFA identificó 1953 sitios impactados por la operación de Pluspetrol Norte en el Lote 8, desde que inició sus operaciones, en 1996, hasta julio de 2020, y solicitó a la compañía la remediación ambiental de los lugares afectados. Asimismo, en ese mismo periodo la OEFA cometió 55 infracciones ambientales en el lote que corresponderían a 10 174 UIT, que al 17 de agosto de 2021 había cancelado el 32 %.

### PetroTal (2023-)
En junio de 2023, Perupetro otorgó a la empresa de capitales canadienses PetroTal la licitación del Lote 8. La propuesta de Petrotal consideró la realización de 20 trabajos de reacondicionamiento en pozos existentes, que —junto a la línea base de 4 trabajos— en total tendrá que realizar la apertura de arenas nuevas en 24 pozos existentes. De acuerdo a la presidente de Perupetro Isabel Tafur Marín, a Petrotal no le corresponde realizar los trabajos de remediación de los pasivos ambientales dejados por Pluspetrol.
Se ha cuestionado la selección de PetroTal debido a la presidenta de Perupetro, Isabel Tafur, había trabajado antes de la licitación en el proyecto Petroin de PetroTal que en 2021 buscó promover la participación de la petrolera en el Lote 8. Vladimir Pinto de Amazon Watch declaró que «el hecho de que la presidenta de Perupetro haya trabajado con PetroTal antes de ganar la licitación, empaña el proceso de licitación y disminuye la transparencia de los resultados de selección y adjudicación».

## Descripción
El Lote 8 cuenta con el campamento Percy Rozas.

### Oleoducto Trompeteros-Saramuro
El oleoducto Trompeteros-Saramuro es parte del Lote 8 y tiene una longitud de 108 km. El oleoducto es utilizado para transportar el petróleo crudo de los yacimientos Pavayacu, Chambira y Corrientes hacia la Estación 1 del Oleoducto Norperuano.